# Okres Hodonín
Der  Okres Hodonín (deutsch Bezirk Göding) befindet sich im Südosten Mährens an der Grenze zur Slowakei in der Südmährischen Region in Tschechien.

## Geographie
Die Fläche beträgt 1.099 km², der Bezirk verläuft länglich von Westen nach Osten. Die Gegend gehört bereits zum Alpen-Karpaten-Band in Europa, in dem sich die Ausläufer der Weißen Karpaten befinden. Ein weiterer Teil des Bezirks gehört zum Flachland des Wiener Beckens.
64 % der Fläche bildet landwirtschaftlich nutzbare Fläche, die an beiden Ufern der March am ertragreichsten ist. 25 % der Fläche ist bewaldet, wobei die Region der Bílé Karpaty (Weißen Karpaten) von der UNESCO zum Biosphärenreservat erklärt wurde. Im Bezirk befinden sich einige Erdöl- und Erdgasfelder, daneben wird Ziegellehm und Lignit gefördert.
Von den 78.000 Erwerbstätigen sind 35 % in der Industrie beschäftigt, jeweils 10 % im Bauwesen, Handel sowie Gesundheits-, Schul- und Sozialwesen, 6 % sind in der Landwirtschaft tätig. Die Arbeitslosenquote gehört mit 14 % zu den höchsten Tschechiens.

## Tourismus
Für die jährlich 86.000 Besucher der reizvollen Landschaften und der Kulturschätze stehen 49 Unterkünfte mit 4.000 Betten zur Verfügung.

## Geschichte
Die Geschichte der Gegend reicht bis in das 8. Jahrhundert, als an dem Ufern der March Wachburgen errichtet wurden und die Bevölkerung zum Christentum bekehrt wurde. Neben der Besiedlung durch Slawen, war die Gegend auch Zeit lang der Sitz französischer Tempelritter. Hodonín ist der Geburtsort des tschechischen Staatsgründers Tomáš Garrigue Masaryk.

## Sehenswürdigkeiten
Folgende Denkmäler und Sehenswürdigkeiten sind:
- Schloss Milotice mit seinen romantischen Gärten und mit einem Volkskunstmuseum
- Renaissance-Rathaus in Kyjov, wo regelmäßig Folklorefestivals stattfinden
- Schloss in Veselí nad Moravou mit einem englischen Garten und dem Baťův kanál, einem touristischen Wasserweg
- Windmühle in Kuželov
- Steinställe und -kammern in der Gegend von Horňácko
- Jüdische Friedhöfe in Strážnice, Bzenec und Dambořice.
- Museum in Ždánice zu den Napoleonischen Kriegen
- Weinberge und Weinkeller sowie ein Templermarkt in Čejkovice.

Sehenswert sind ferner die:
- Labyrinthe bei Čejkovice.
- Spuren der Töpfereikunst deutschstämmiger Handwerker.

## Städte und Gemeinden
Archlebov – Blatnice pod Svatým Antonínkem – Blatnička – Bukovany – Bzenec – Čejč – Čejkovice – Čeložnice – Dambořice – Dolní Bojanovice – Domanín – Dražůvky – Dubňany – Hodonín – Hovorany – Hroznová Lhota – Hrubá Vrbka – Hýsly – Javorník – Ježov – Josefov – Karlín – Kelčany – Kněždub – Kostelec – Kozojídky – Kuželov – Kyjov – Labuty – Lipov – Louka – Lovčice – Lužice – Malá Vrbka – Mikulčice – Milotice – Moravany – Moravský Písek – Mouchnice – Mutěnice – Násedlovice – Nechvalín – Nenkovice – Nová Lhota – Nový Poddvorov – Ostrovánky – Petrov – Prušánky – Radějov – Ratíškovice – Rohatec – Skalka – Skoronice – Sobůlky – Starý Poddvorov – Stavěšice – Strážnice – Strážovice – Sudoměřice – Suchov – Svatobořice-Mistřín – Syrovín – Šardice – Tasov – Těmice – Terezín – Tvarožná Lhota – Uhřice – Vacenovice – Velká nad Veličkou – Veselí nad Moravou – Věteřov – Vlkoš – Vnorovy – Vracov – Vřesovice – Žádovice – Žarošice – Ždánice – Želetice – Žeravice – Žeraviny